# Gaurax dorsalis
Gaurax dorsalis är en tvåvingeart som först beskrevs av Friedrich Hermann Loew 1863.  Gaurax dorsalis ingår i släktet Gaurax och familjen fritflugor. Inga underarter finns listade i Catalogue of Life.